# Шентајхен
Шентајхен (њем. Schönteichen) општина је у њемачкој савезној држави Саксонија. Једно је од 63 општинска средишта округа Бауцен. Према процјени из 2010. у општини је живјело 2.296 становника. Посједује регионалну шифру (AGS) 14625540.

## Географски и демографски подаци
Шентајхен се налази у савезној држави Саксонија у округу Бауцен. Општина се налази на надморској висини од 222 метра. Површина општине износи 45,0 km². У самом мјесту је, према процјени из 2010. године, живјело 2.296 становника. Просјечна густина становништва износи 51 становника/km².